# Michel Altieri
Michel Altieri (Bari, 16 giugno 1974) è un attore e cantante italiano naturalizzato statunitense.

## Biografia
Nato a Bari, ma cresciuto tra Milano e New York, da padre italiano e da madre francese, Altieri viene scoperto da Luciano Pavarotti   e da Tato Russo dello Stabile di Napoli, si forma come attore e cantante tra l'Italia e gli Stati Uniti d'America ed è residente a New York dal 2008. Incomincia a calcare le scene da bambino, prendendo parte a concorsi per giovani attori, parallelamente agli studi in Lettere, studia recitazione e canto a New York con Anna Strasberg (la moglie di Lee Strasberg, il fondatore dell'Actor's Studio) e Dennis Hopper e si diploma presso la International Theatre School del drammaturgo giapponese Kuniaki Ida e a Milano presso il Centro Teatro Attivo. È anche allievo di Narcisa Bonati del Piccolo Teatro di Milano, di Luca Jurman, Emiliana Perina ed il Maestro Mario Ciervo del Teatro San Carlo di Napoli.
Nel 2000 Luciano Pavarotti lo sceglie personalmente    come protagonista della versione italiana dell'opera rock Rent, prodotta da Nicoletta Mantovani, e per la regia originale di Broadway di Michael Greif. Altieri è il primo performer bianco al mondo a interpretare il ruolo di Tom Collins.
Successivamente, per tre edizioni consecutive, interpreta Renzo Tramaglino ne I promessi sposi ed è Dorian Gray, per quattro edizioni, ne Il ritratto di Dorian Gray, musical entrambi scritti da Tato Russo. Vince, come migliore attore, i premi Sandro Massimini, l'Italian Musical Theatre Award e il Rome Europe Award. Maurizio Porro del Corriere della Sera lo definisce "una versione adulta del Tadzio di Morte a Venezia".
Si afferma inoltre come attore di prosa, nei panni di Rocco in Rocco e i suoi fratelli, diretto da Antonio Syxty, di Cristiano nel Cyrano de Bergerac, diretto da Corrado d'Elia, e di Alberto in Due dozzine di rose scarlatte di Livio Galassi.
Nel 2007, Dario Argento lo sceglie come protagonista del remake di Profondo rosso in versione musical, scritto da Claudio Simonetti. Per il cinema è protagonista, nel ruolo di Fabio Di Celmo, della pellicola La sottile linea della verità, presentata al Festival di Berlino del 2008 e nella quale partecipa Fidel Castro nei panni di se stesso. Per questa interpretazione riceve, in Campidoglio, il premio attore rivelazione. Nel 2009 viene scelto dal premio Oscar Alan Menken come protagonista originale del musical Disney La bella e la bestia, per la regia di Glenn Casale, prodotto dalla Stage Entertainment. Nel novembre 2009, alla presenza di Rossella Falk, viene premiato dalla Associazione Amici della Lirica di Milano per il successo della sua interpretazione de La Bestia. Il 30 maggio 2010, dopo 8 mesi in scena nello stesso teatro, La Bella e la Bestia raggiunge la cifra storica di 300.000 spettatori, e Altieri lascia il ruolo de La Bestia, dichiarandosi soddisfatto dei risultati ottenuti.
Nell'estate 2010 si trasferisce definitivamente a New York e viene lanciato nel mercato americano dal casting director Barry Moss che lo propone per il ruolo di Dracula di Bram Stoker nell'attesissima produzione al Little Shubert Theatre sulla 42ª strada. Altieri ottiene la parte scelto dal regista scrittore Paul Alexander ad affiancare la leggenda di Broadway George Hearn (Van Halsing) e l'attrice di Hollywood Thora Birch (Lucy). Lo spettacolo debutta il 14 dicembre, e segna il primo caso di un attore italiano sui palchi di New york in lingua inglese. Nel giugno 2011, sempre a New York, interpreta Mammothland nel musical The Water Dream, Pre-Broadway tryout scritto da Shawn Cody, al fianco di Anthony Rapp, interprete originale di Rent sia nella versione tealtrale di Broadway che in quella cinematografica. Gira a Boston il film Spiral diretto da David Amrose e scritto da John Buffalo Mailer, dove interpreta uno dei co-protagonisti, Sanky.
Nel giugno 2012 viene scelto come protagonista di "The Beautiful Beautiful Sea Next Door" di Annah Feinberg, nel ruolo di Poseidon. Lo show, in scena al Gloria Maddox Theatre di New York per la regia di Barbara Harrison,vede tra gli interpreti Yasha Jackson (Law & Order), Nick Lehane e Aaron Berk (Hedwing and the Angry Inch). Nella stagione teatrale 2012-2013 Altieri torna per un limitato periodo in Italia e sarà protagonista del musical W Zorro, di Stefano D'Orazio, musiche Roby Facchinetti, regia Fabrizio Angelini (in collaborazione con Gianfranco Vergoni).
Nel 2014-2015 Michel interpreta nuovamente il ruolo de "la Bestia" oltre a Tony Manero in "The Best of Musical", concert show ideato e diretto da Chiara Noschese, mentre nel 2016 è Oberon in Midsummer Night's Circus per la regia di Marco Bellocchio. Nel 2017 entra nel cast dello spettacolo Cyrano de Bergerac di Edmond Rostand, per la regia di Corrado d'Elia, vestendo i panni di Cristiano, nelle stagioni 2017/18/19 interpreta C.C. nel musical Flashdance, per la regia di Chiara Noschese. Nel 2020 è Collins nella reunion del cast originale del musical Rent, diretto da Fabrizio Angelini.

## Vita privata
È stato sposato sette anni con l'attrice americana Jessica Polsky da cui ha divorziato nel febbraio 2013. Residente negli Stati Uniti dal 2009, nel gennaio 2016 diventa cittadino statunitense.

## Carriera

### Teatro
- Rent di Jonathan Larson, regia di Michael Greif - (2000-'01) - Ruolo: Tom Collins
- I promessi sposi da Alessandro Manzoni, regia di Tato Russo (2000-'01-'02-'03) - Ruolo: Renzo Tramaglino
- Mille e una favola, regia di Franco Travaglio (2001) - Ruolo: Berthyl de Lise
- Il ritratto di Dorian Gray da Oscar Wilde, regia di Tato Russo (2002-'03-'04-'05 -'06) - Ruolo: Dorian Gray
- Rocco e i suoi fratelli di Giovanni Testori, regia di Antonio Syxty (2003-2004) - Ruolo: Rocco
- Mambo y Salsa di Giacomo Frassica, regia di Giacomo Frassica (2005) - Ruolo: Norman
- Profondo rosso - Musical di Dario Argento e Claudio Simonetti, regia di Marco Calindri (2007-'08) - Ruolo: Mark Harris
- Due dozzine di rose scarlatte di Aldo De Benedetti, regia di Livio Galassi (2009) - Ruolo: Alberto Verani
- La bella e la bestia - Musical Disney, regia di Glenn Casale (2009–2010) - Ruolo: Bestia
- Dracula di Bram Stoker, regia di Paul Alexander -Little Shubert Theatre -New York (2010–2011) - Ruolo: Dracula
- The Water Dream di Shawn Cody. regia di Thomas Caruso -Peter Jay Sharp Theatre -(New york –2011) - Ruolo: Mammothland
- The Beautiful Beautiful Sea Next Door di Annah Feinberg, regia di Barbara Harrison -Gloria Maddox Theatre -(New York –2012) - Ruolo: Poseidon
- Zorro di Roby Facchinetti e Stefano D'Orazio, regia di Fabrizio Angelini (2012-2013) - Ruolo: Zorro
- The Best of Musical (La Bella e la Bestia / La Febbre del Sabato Sera / Mamma Mia / Sister Act), regia di Chiara Noschese (2014-2015) -Ruolo: Bestia, Lumiere, Tony Manero
- Midsummer night's Circus da William Shakespeare, regia di Marco Bellocchio (2016) - Ruolo: Oberon
- Cyrano de Bergerac di Edmond Rostand, regia di Corrado d'Elia (2016/17) - Ruolo: Cristano
- Flashdance, Musical di Stage Entertainment, regia di Chiara Noschese (2017/18) - Ruolo: C.C.
- Rent Reunion di Jonathan Larson, regia di Fabrizio Angelini - (2020) - Ruolo: Tom Collins

### Cinema
- Il pugile e la ballerina, regia di Francesco Suriano (2006)
- La sottile linea della verità, regia di Angelo Rizzo (2007)

### Televisione
- Il giudice Mastrangelo, regia di Enrico Oldoini - Canale 5 (2005)
- Radio Sex, regia di Alessandro Baracco - Alice Home TV (2006)
- Tawanna Ray, regia di Alessandro Maccagni - Rai Fiction (2006)
- Linea di confine, regia di Massimo Donati e Alessandro Maccagni - TSI (2006)
- Camera Café, regia di Christoph Sancez - Italia 1 (2007) - nel ruolo di Faggiano
- Il bene e il male, regia di Giorgio Serafini - Rai Uno (2009)
- Piloti, regia di Celeste Laudizio - Rai 2 (2009)